# Ordre du mérite (Université de Montréal)
Pour les articles homonymes, voir Ordre du Mérite.
L'Ordre du mérite a été créé en 1967 par l'Association des diplômés de l'Université de Montréal pour honorer une personne diplômée de l'Université de Montréal dont la carrière a été particulièrement remarquable.
Le prix est remis par l'association. 

## Lauréats
Les lauréats successifs sont :
- 1967 - Daniel Johnson
- 1968 - Paul David
- 1969 - Jean-Marc Léger
- 1970 - Gérard Plourde
- 1971 - Pierre Dansereau
- 1972 - François-Albert Angers
- 1973 - André Raynauld
- 1974 - Pierre-Elliott Trudeau
- 1975 - Gérard Delage
- 1976 - Denise Leclerc
- 1977 - Maurice L'Abbé
- 1978 - Isaac Rebner
- 1979 - Camille A. Dagenais
- 1980 - Yseult Lefebvre-Richard
- 1981 - Denis Héroux
- 1982 - Jean-Claude Delorme
- 1983 - Bernard Lamarre
- 1984 - Pierre Goyette
- 1985 - Claude Beauchamp
- 1986 - Robert Bourassa
- 1987 - J. V. Raymond Cyr
- 1988 - Pierre Péladeau
- 1989 - Jean Coutu
- 1990 - Antonio Lamer
- 1991 - Jean Campeau
- 1992 - Jacques A. Drouin
- 1993 - Serge Saucier
- 1994 - Claude Béland
- 1995 - Michèle Thibodeau-DeGuire
- 1996 - Cardinal Jean-Claude Turcotte
- 1997 - André Caillé
- 1998 - Pierre Brunet
- 1999 - Jacques Bougie
- 2000 - Jocelyn Demers
- 2001 - Jean-Claude Scraire
- 2002 - Robert Parizeau
- 2003 - Denys Arcand
- 2004 - Robert Lacroix
- 2005 - Rémi Marcoux
- 2006 - Hélène Desmarais
- 2007 - Yves Lamontagne
- 2008 - Hubert Reeves
- 2009 - Louis Audet
- 2010 - Michel Saucier et Gisèle Beaulieu
- 2011 - Robert Tessier
- 2012 - Michèle Viau-Chagnon et Nicole Marcil-Graton
- 2013 - Morris Goodman
- 2015 - Raymond Bachand
- 2016 - Louise Arbour
- 2017 - Bernard Landry
- 2019 - Joanne Liu
- 2020 - Anik Shooner
- 2021 - Caroline Quach-Thanh
- 2022 - Michèle Ouimet